# Franz Wilhelm Brock
Franz Wilhelm Brock (* 24. März 1823 in Ahlen; † 8. Juli 1897) war ein deutscher Unternehmer und Lokalpolitiker in Ahlen, Westfalen, Deutschland.

## Leben und Wirken
Der Sohn von Joan Anton Brock und Anna Christina Elisabeth, geborene Veltman, und Vater von drei Töchtern und fünf Söhnen gilt als einer der Mitbegründer der Emailleindustrie in Ahlen. Er war selbständiger Kupferschmied mit einer Kupferschmiede in der Klostergasse in Ahlen . 1848 begann er als erster metallverarbeitender Betrieb in Ahlen mit der Produktion von verzinntem, später emailliertem Kochgeschirr. Von 1858 bis 1870 sowie 1878 bis 1883 war er Beigeordneter und Stellvertreter des Bürgermeisters von Ahlen. Franz Wilhelm Brock heiratete zweimal. 1851 Maria Elisabeth Theresia Schiff und 1862 Anna Katharina Kranz, nachdem seine erste Frau 1861 verstarb. Er starb am 8. Juli 1897 an Lungenentzündung in Ahlen.